# Orde van de Adelaar

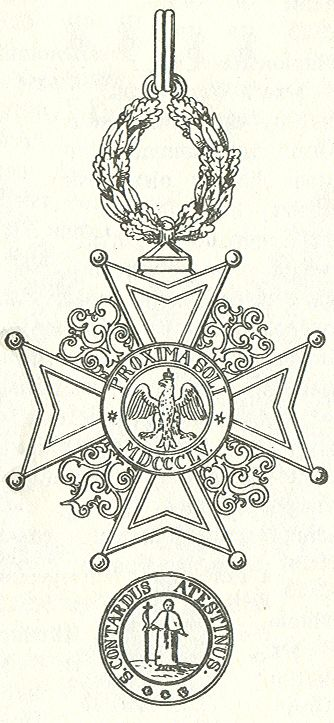
Adelaar van Este

Er zijn tal van ridderorden naar de adelaar genoemd. Vooral in Oost- en Midden-Europa komt dit populaire wapendier en symbool van macht vaak in de naam van orden voor.
Wikipedia noemt:
- De Orde van de Adelaar 1433 in Duitsland
- De Orde van de Zwarte Adelaar 1701 in Pruisen
- De Orde van de Zwarte Adelaar 1914 in Albanië
- De Orde van de Rode Adelaar 1705 in Bayreuth, later in Pruisen
- De Orde van de Witte Adelaar 1705 in Polen
- De Orde van de Witte Adelaar 1883 in Servië, later in Joegoslavië
- De Orde van de Adelaar van Este 1855 in Modena
- De Orde van het Adelaarskruis in Estland 1928
- De Militaire Orde van het Adelaarskruis in Estland 1996
- De Orde van de Romeinse Adelaar Italië 1942
- De misschien mythische Orde van de Discipline en de Witte Adelaar in Oostenrijk
- De Keizerlijke Orde van de Mexicaanse Adelaar 1865 Mexico
- De Orde van de Azteekse Adelaar 1943 Mexico
- De Orde van de Adelaar Mysore

Zie ook
- De "Adelaar der leden" (Adler der Inhaber) was een rang en een versiersel van de Huisorde van Hohenzollern
- Adelaar en Grote Adelaar waren onder Napoleon I graden in het Legioen van Eer
- Het Ereteken van de Roemeense Adelaar